# 위컴 원더러스 FC
위컴 원더러스 FC(영어: Wycombe Wanderers FC)는 잉글랜드 버킹엄셔주 하이위컴에 위치한 프로 축구 클럽이다. 이 팀은 잉글랜드 축구 리그 시스템의 세 번째 단계인 EFL 리그 원에서 경쟁한다.
위컴은 1994년 플레이오프를 통해 3부 리그에서 승격하는 등 풋볼 리그에서 즉각적인 영향력을 발휘했다. 그들은 10년 동안 3부 리그에서 활약했고 2001년에 FA컵 준결승에 진출했지만, 3년 후 강등되었다. 또한 2007년에 리그컵 준결승에 진출한 후 2008-09년 시즌에 리그 투에서 승격했다. 이 시즌은 리그 투와 리그 원 간의 네 시즌 연속 승격과 강등 중 첫 번째 시즌이었으며, 이후 2014년에는 골득실차로 비리그로의 강등을 피할 수 있었다. 2017-18년 시즌에는 가레스 에인스워스의 감독 하에 리그 2에서 승격을 확정지었고, 2020년 리그 1 플레이오프 결승전에서 승리하며 클럽 역사상 처음으로 챔피언십에 진출했다. 그러나 챔피언십 첫 시즌에는 강등되었다. 홈 경기는 하이위컴 서쪽 외곽에 위치한 애덤스 파크에서 열린다.

## 역사
위컴 원더러스 FC의 설립에 대한 정확한 세부 사항은 대부분 역사 속으로 사라졌다. 젊은 가구 무역업 종사자들로 구성된 그룹이 경기를 치르기 위해 팀을 결성했고, 1887년 하이위컴의 스테이션 로드에 있는 스팀 엔진 공공장소에서 위컴 원더러스 FC의 설립을 기념하는 회의가 열렸다. 이 클럽은 1872년 첫 번째 FA컵 우승팀인 유명한 원더러스의 이름을 따서 원더러스로 명명되었을 가능성이 높다. 클럽은 1887년부터 1896년까지 친선 경기를 치렀다. 1894년 FA 아마추어 컵과 1895년 FA컵에 처음 참가했다. 1895년 클럽은 이후 95년 동안 홈구장이 된 로크스 파크로 이전했다. 1896년 클럽은 서던 풋볼 리그에 합류하여 1908년까지 2부 리그에 참가했다.
1908년 여름, 클럽은 서던 풋볼 리그의 회원 자격을 유지해 달라는 초대를 거절했다. 클럽은 프로 축구 대신 아마추어를 선택하기로 결정하고 그레이트 웨스턴 교외 리그에 가입하여 제1차 세계 대전이 발발할 때까지 그곳에 머물렀다. 적대 행위가 끝난 후 클럽은 1919년 스파르탄 리그에 가입하여 연속으로 챔피언이 되었다. 1921년 3월, 클럽의 이스미언 리그 가입 신청이 받아들여졌다.

## 선수 명단

### 현역
참고: FIFA 자격 규정에 따라 소속된 국가대표팀 국기를 표시합니다. 선수는 복수의 FIFA 비회원국 국적을 가지고 있을 수 있습니다.
| 번호 | 포지션 | 국적       | 이름            |
| ---- | ------ | ---------- | --------------- |
| 1    | GK     |            | 프랑코 라비졸리 |
| 2    | DF     | 스코틀랜드 | 잭 그리머       |

| 번호 | 포지션 | 국적 | 이름                  |
| ---- | ------ | ---- | --------------------- |
| 42   | MF     |      | 마그누스 베스테르고르 |

## 역대 감독
| 감독            | 임기        |
| --------------- | ----------- |
| 그레이엄 애덤스 | 1961 ~ 1962 |
| 마틴 오닐       | 2019        |